# Simon Peters Kirke (Kolding)
 For alternative betydninger, se Simon Peters Kirke. (Se også artikler, som begynder med Simon Peters Kirke)
Simon Peters kirke er beliggende Islandsvej 12 i Kolding. Den blev indviet 2. september 1979 og er dermed Koldings nyeste kirke. Den meget minimalistiske stil er udført af arkitekten Holger Jensen.
Simon Peters Kirke ligger placeret i en gammel æbleplantage. Den er omgivet af adskillige gamle æbletræer, selvom antallet af træer er svundet ind gennem årene. Den store grund fremstår i dag som et parkareal. Selve bygningen er udført i gule håndstrøgne mursten og alt inventaret er af fyrretræ. Kirkerummet er et bredt hovedrum og en smallere bagerste del med i alt 375 siddepladser. Mod vest ligger kirkens to konfirmandlokaler, kun adskilt af foldedøre. Tilsammen udgør de menighedslokalet, som anvendes til undervisning, sogneeftermiddage, kirkekaffe om søndagen samt andre aktiviteter. I kompleksets sydvestlige hjørne ligger kirkekontoret, der i det daglige danner ramme om administrationen.
Den minimalistiske stil er gennemgående, både hvad angår interiør og udsmykning. Såvel alterbord som dåbsfad bæres af grundmurede enkle fundamenter. Dåbsfad og alterets to store lysestager er udført i sølv af guldsmed Bent Gabrielsen, som tillige har tegnet og udført alterbaggrunden i samarbejde med kirkens arkitekt, Holger Jensen. Den består af et forgyldt, tomt kors omgivet af 350 "prismer", udført i træ og belagt med bladguld. Disse "prismer" giver forskellige lysvirkninger, som afhænger af den belysning, som trænger igennem de høje ruder ved siden af alteret og i kirkerummets bagerste del.
Altersølvet er lavet af sølvsmed Hjørdis Haugaard, Kolding. På oblatæske og vinkande er anbragt et såkaldt Peterskors (et omvendt kors). Ligesom kalken, disken samt kirkens dåbskande har de indgraveret 153 fisk, som viser hen til beretningen om Peters fiskedræt, omtalt i Johannesevangeliet kap. 21.
Alteret er altid smykket af en enkelt rød rose. Kun ved højtiderne og særlige lejligheder suppleres denne enkle blomsterudsmykning med to blomsteropsætninger mellem alter og knæfald.
Orglet, som er bygget af Th. Frobenius og Sønner, Lyngby, har 22 stemmer.

## Eksterne kilder og henvisninger
1. ↑  Visit Koldings hjemmeside. (Webside ikke længere tilgængelig) Hentet 7-11-2010.
2. 1 2 3 4  Kirkens hjmmeside Klik på menupunktet Om Kirken og derefter Kirkens Historie. Hentet 7-11-2010.

- Simon Peters Kirke på KortTilKirken.dk
- Simon Peters Kirke hos danmarkskirker.natmus.dk (Danmarks Kirker, Nationalmuseet)

- Wikimedia Commons har flere filer relateret til Simon Peters Kirke (Kolding)